# NTTコム オンライン・マーケティング・ソリューション
NTTコムオンライン・マーケティング・ソリューション株式会社（エヌ・ティ・ティコムオンライン・マーケティング・ソリューション、英語：NTTCom Online Marketing Solutions Corporation）は、東京都品川区にあるNTTコミュニケーションズの子会社。通称「NTTコム オンライン」と呼ばれている。

## 概要
確かなテクノロジーとデータ解析力を強みに、 企業と顧客の“絆（エンゲージメント）”を創出し 顧客ロイヤルティや売上向上につながる マーケティング・ソリューションを提供。
お客様の良きパートナーとしてそして実績に鍛えられたソリューション力をもって、進化し続ける企業の顧客コミュニケーションを支える会社。

## 沿革
- 2012年10月 - 設立。
  - NTTナビスペース（ＤＢマーケティング）、デジタルフォレスト（データ解析）、NTTコミュニケーションズ（ソーシャルマーケティング事業）、NTTレゾナント（リサーチ事業）を統合しビッグデータ時代の企業向けオンライン・マーケティング会社としてスタート
  - 米国ExactTarget社　日本市場独占パートナー
  - 国内初のTwitter全量データ・リアルタイム分析　BuzzFinder提供開始
- 2013年7月 - 「ソーシャルリスニング・センター」提供開始
- 2014年
  - 3月 - 「NPS顧客ロイヤルティマネジメント事業」開始/米国サトメトリックス社と日本市場における独占業務提携
  - 10月 - 「マーケティングクラウドを活用したオムニチャネル・ソリューション事業」開始/Salesforce Marketing Cloudのプラチナパートナー
- 2015年7月 -  国内最大規模の「SMS送信サービス」の提供を開始/NTTメディアクロス社より「空電」事業を譲受け、既存のSMS事業と統合
- 2017年2月 - カスタマー・アイデンティティ・マネージメントサービス「GIGYA」の提供を開始/米国Gigya社と「GIGYA」の日本における独占業務提携
- 2019年2月 - データ解析・統合プラットフォ ーム「TIBCO」の提供を開始/米国TIBCO社と「TIBCO」の日本における独占業務提携

## 事業・サービス
- カスタマー・アイデンティティ・マネジメント GIGYA[1]
  - オムニチャネル戦略を成功に導く、ID統合・顧客データの一元管理と活用で、グローバルトップ企業700社以上の導入実績を持つクラウドサービス。LTVを圧倒的に改善、変化し続ける各国の個人情報保護規制へも対応している。
- NPSソリューション
  - 顧客ロイヤルティを測定する新しい指標「NPS[2]」の活用と、ソーシャルメディアでのコミュニケーションを通じて、顧客のロイヤル化を支援している。
- SMS送信サービス 空電プッシュ[3]
  - 『DM、メール、電話では顧客となかなか連絡がとれない』といったニーズを、着眼率98%を誇るSMS送信サービス「空電プッシュ」が解決。携帯電話番号の解約履歴を判定することで、誤送信を防止する機能も備えている。
- TIBCO データ解析とデータ統合のグローバルリーダー[4]
  - システム、データ、人、そしてプロセスまで、あらゆるデータを収集・統合。データの管理・解析・可視化・共有まで、データ活用のすべてをワンプラットフォームで実現。